# William Courtenay (2e baronnet)
Pour les articles homonymes, voir William Courtenay.
Sir William Courtenay, 2e baronnet (11 mars 1676 - 6 octobre 1735) du Château de Powderham (en), Powderham (Devon), est un propriétaire terrien anglais, un membre éminent de la gentry et politicien conservateur du Devonshire qui siège à la Chambre des communes anglaise de 1701 à 1707 et à la Chambre des communes britannique de 1707 à 1735.

## Jeunesse

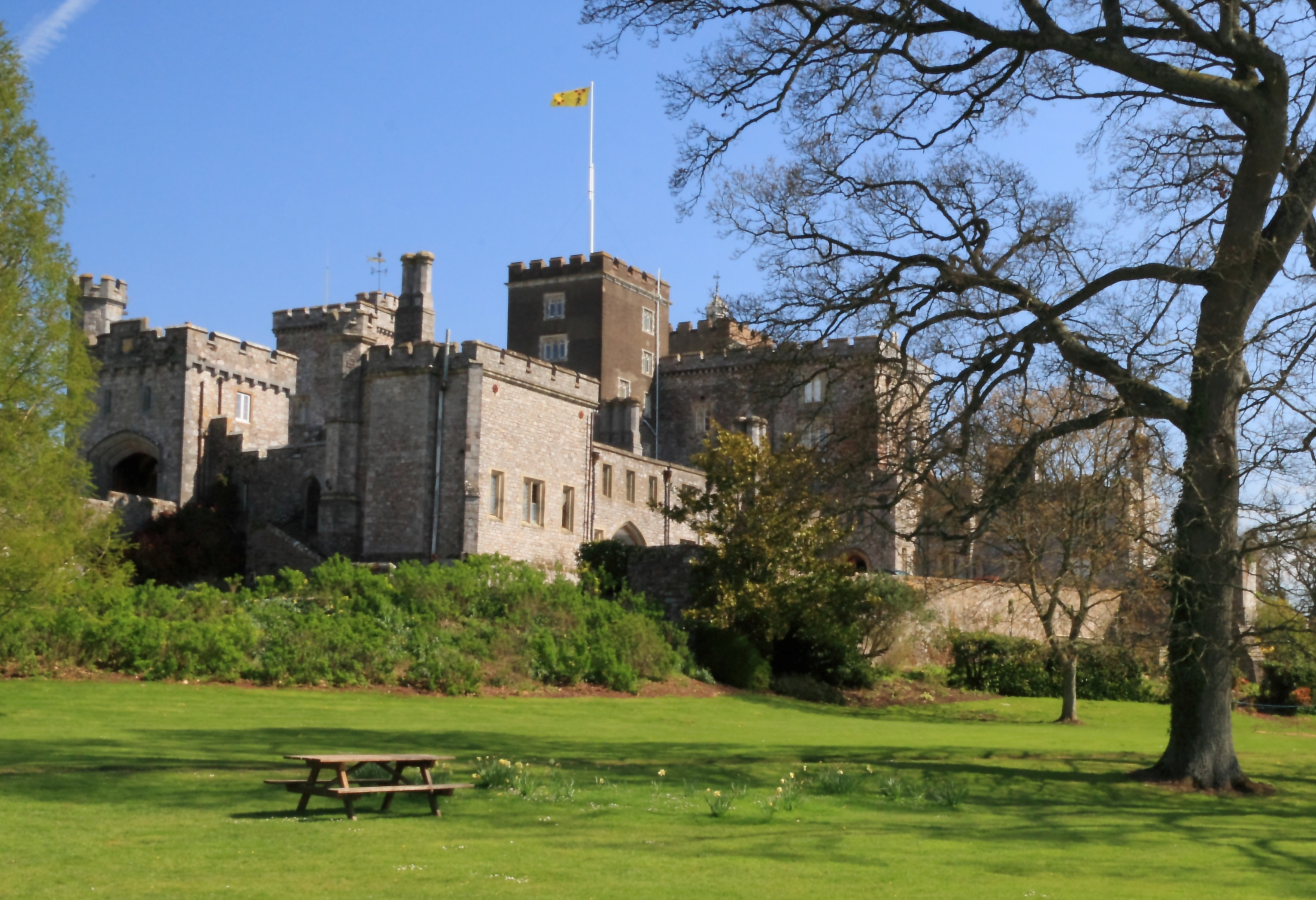
Château de Powderham

Il est le fils du colonel Francis Courtenay, député de Devonshire de 1689 à 1699, et de son épouse Mary Boevey, fille de William Boevey (décédé en 1661), de Flaxley Abbey, Gloucestershire. La famille Boevey est d'origine huguenote des Pays-Bas . Le père de Courtenay est décédé en 1699, avant son propre père, Sir William Courtenay (1er baronnet) (en). Courtenay succède à son grand-père en 1702 comme baronnet et hérite de Powderham Castle. Il épouse Lady Anne Bertie, fille de James Bertie (1er comte d'Abingdon) le 13 juillet 1704.

## Carrière
Il se présente pour la première fois au Parlement à Honiton lors des premières élections générales de 1701. Il est battu, mais est ensuite élu sans opposition pour le Devonshire lors de la deuxième élection générale de 1701. Il est réélu sans opposition aux élections générales de 1702, 1705 et 1708. Il est un conservateur modéré, mais s'oppose à la destitution du Dr Sacheverell en 1710. Il se retire aux élections générales de 1710 en faveur de William Pole (4e baronnet), mais lorsque Pole doit se soumettre à sa réélection lors de sa nomination, Courtenay subit la pression de la demande populaire de se présenter à nouveau. Il bat Pole avec une majorité massive lors de l'élection partielle du 22 juillet 1712. Il est réélu sans opposition aux élections générales de 1713. De 1714 à 1716, il est Lord Lieutenant du Devon . Il est réélu en tant que conservateur aux élections générales de 1715 ainsi que lors des élections générales suivantes en 1722, 1727 et 1734 .

## Famille
Il est décédé le 6 octobre 1735. Il a ordonné que son corps soit enterré dans l'allée nord de l'église de Powderham "près du monument érigé là-bas". Il a en outre souhaité que "mon exécuteur testamentaire (qui était son neveu William Courtenay (décédé en 1735) de Powderham) ... accorde et dépose la somme de cinquante livres en érigeant un monument près du lieu de l'enterrement de la manière que mon exécuteur testamentaire pense en forme". Aucun monument de ce genre n'a survécu. Ses enfants comprenaient: 
- William Courtenay (1er vicomte Courtenay)
- Henry Reginald Courtenay, député.
- Eleanor Courtenay (décédée en 1765) [4] qui a épousé John Francis Basset (1714–1757) député de Barnstaple en 1740–1741, de Heanton Court, à Heanton Punchardon.

Il a laissé 10 £ à chacune de ses nièces, Elizabeth, Mary, Lucy et Isabella Courtenay pour les vêtements de deuil. Il leur a également légué chacun la somme de 30 £ pour acheter chacun une bague en diamant à porter en sa mémoire. Il légua à Sir William Courtenay son neveu la somme de 100 £ et en fit également son bénéficiaire résiduel.
En 1831, Courtenay est reconnu comme étant le 6e comte de Devon de jure.